# Academia China de Ciencias

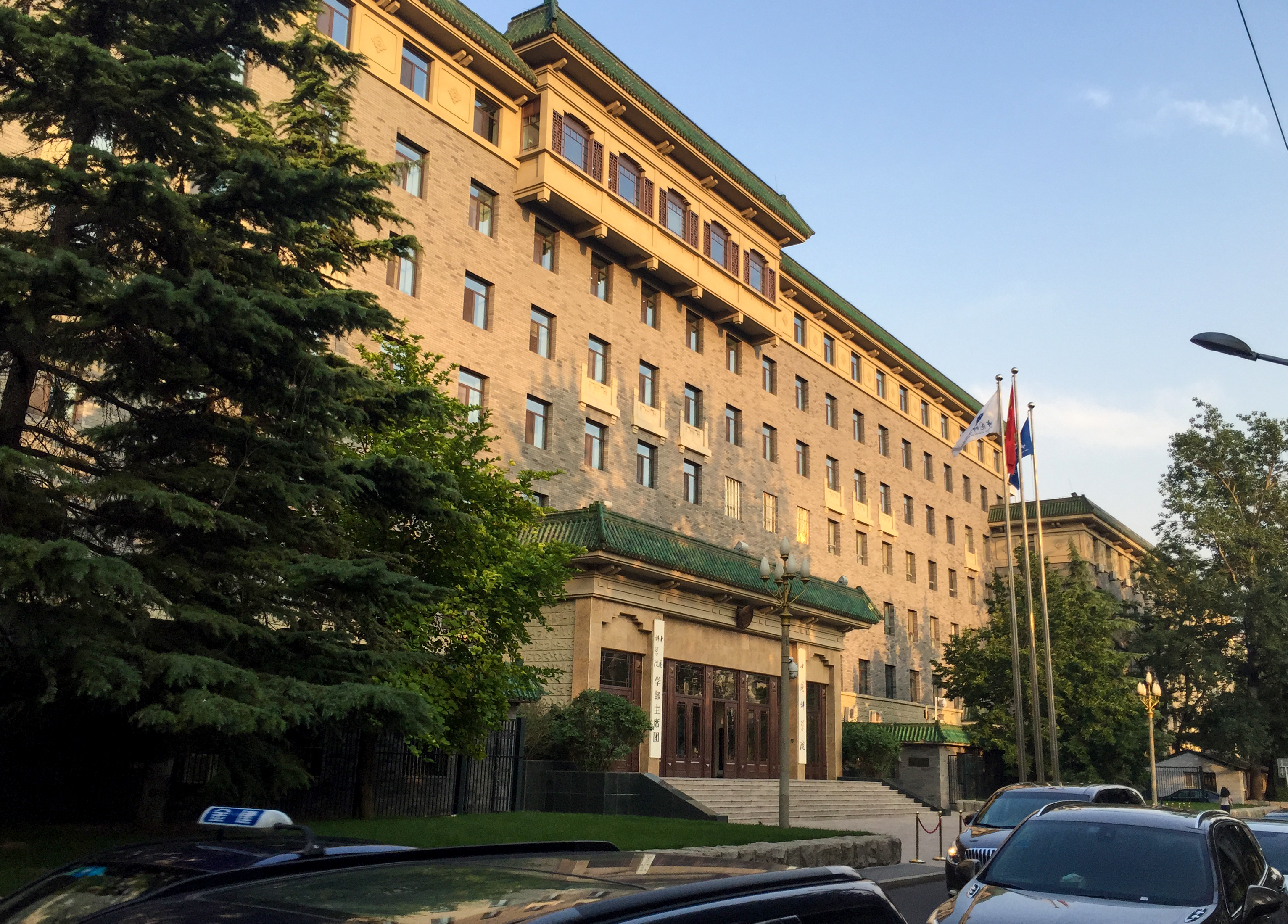
Sede principal de la Academia China de Ciencias.

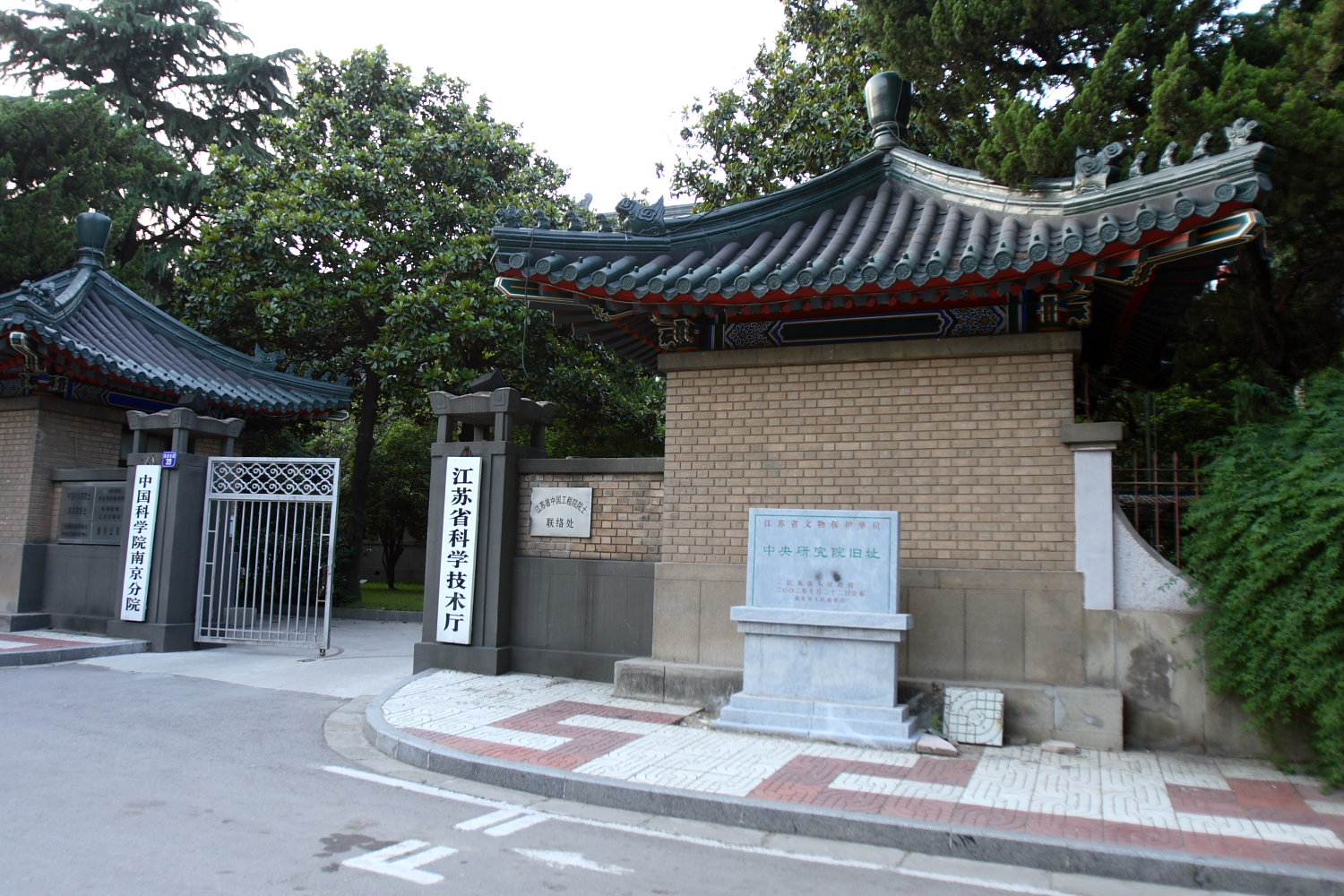
Academia China de Ciencias.Nankín

La Academia China de Ciencias (en chino simplificado, 中国科学院; pinyin, Zhōngguó Kēxuéyuàn) es el instituto nacional para la investigación en ciencias naturales de China. Forma parte del Consejo de Estado de China con sede en Pekín, tiene otras sedes de investigación en Shenyang, Changchun, Nankín, Kunming, Xi’an y Xinjiang; las sedes de Shanghái, Chengdu, Wuhan, Cantón y Lanzhou también ofrecen estudios de posgrado. La academia está a cargo de más de 100 entidades, cuatro centros de documentación e información, tres centros de ayuda de tecnología, dos unidades de noticias y publicaciones y dos universidades: la Universidad de Ciencia y Tecnología de China en Hefei, Anhui y la Universidad de la Academia China de Ciencias. Estas ramas y las oficinas de la Academia China están situadas en 20 provincias y municipios a través de China.
Comprende los departamentos de matemáticas y física, química, geología, biología y ciencia tecnológica.
Con los resultados de las investigaciones, la Academia China de Ciencias ha invertido y creado 430 empresas en once industrias, ocho de ellas cotizan en bolsa, un ejemplo de ello es Lenovo.
El presidente de la academia es Lu Yongxiang. El vicepresidente ejecutivo es Bai Chunli y el director general de ciencias básicas es Zhang Jie.

## Historia
La Academia de Ciencias de China se fundó el 1 de noviembre de 1949 en Beijing. Se formó al unir diversos institutos científicos y recibir cerca de 200 científicos que regresaron a china para compartir en el instituto la experiencia que habían adquirido en el extranjero.
Desde que se fundó es el centro de planeación de la ciencia y tecnología en China. En 1956 el gobierno central solicitó a CAS supervisar la preparación del primer programa nacional de 12 años para el desarrollo de la ciencia y tecnología, lo que impulsó la modernización de China en estos rubros. Desde entonces ha participado en todos los programas de desarrollo posteriores.
Con las reformas y apertura de China a finales de 1970 fue clave en las reformas científicas y tecnológicas de China para promover la apertura académica, colaboración científica y un enfoque multidisciplinario así como el desarrollo de talento. Las propuestas de la academia han resultado en varios programas científicos nacionales clave como el «Programa 863» en 1986, que impulsó el desarrollo general de tecnología de vanguardia y el «Programa 973» o «Programa Nacional de Investigación Básica» de 1997, que llevó a incluir la ciencia en diferentes campos. El objetivo era alinear la investigación científica en ciencias básicas e innovación con las prioridades nacionales para el desarrollo económico y social.
En sus inicios tuvo varios logros de importancia como la síntesis de la insulina bovina, la determinación de la estructura de la insulina cristalizada de cerdos, la teoría del origen continental de los yacimientos de petróleo, las investigaciones sobre la elevación de la meseta Qinghai-Tíbet, la anestesia mediante acupuntura, la «cosechas de polen» y la predicción de sismos. Hitos que acortaron la distancia entre la producción académica de China y la de otros países. La academia también otorgó el primer doctorado en China. La comunidad internacional mostró su asombró con la detonación del primer artefacto nuclear el 16 de octubre de 1964 en Lop Nor, Xinjiang, y también cuando puso en órbita su primer satélite artificial el 24 de abril de 1970, lanzado desde Manchuria.

## Premios y reconocimientos
La Academia China de las Ciencias se ha mantenido año tras año desde el 2016 como el principal centro de investigación a nivel mundial según la lista publicada por el Índice de Nature.